# استان حوضه و کوهستان

یکی از تعاریف مختلف جغرافیایی استان

استان حوضه و کوهستان (به انگلیسی: Basin and Range Province) منطقهٔ فیزیکی-جفرافیایی پهناوری است که با یک اصلاح مکان‌نگاری منحصربه‌فرد شناخته می‌شود. نوع ناهمواری‌های حوضه و کوهستان عبارت است از تغییرات ناگهانی در ارتفاع که به صورت متناوب بین رشته‌کوه‌های گسل‌دار نزدیک به هم و دره‌های مسطح خشک یا حوضه‌ها رخ می‌دهد. این منطقه اکثر ایالات غربی آمریکا را در بر می‌گیرد و تا شمال غربی مکزیک امتداد می‌یابد. استان حوضه و کوهستان غالباً بیابانی است و بوم‌منطقههای فراوانی دارد. جغرافیای فیزیکی استان در نتیجهٔ زمین‌ساخت تعمیم‌یافته است که در حدود ۱۷ میلیون سال قبل در ابتدای دوران میوسن آغاز شد.